# Degersjön (Hortlax socken, Norrbotten, 723133-176813)
Degersjön är en sjö i Piteå kommun i Norrbotten och ingår i Jävreån-Åbyälvens kustområde. Sjön har en area på 0,244 kvadratkilometer och ligger 12 meter över havet.

## Delavrinningsområde
Degersjön ingår i det delavrinningsområde (723347-176625) som SMHI kallar för Rinner mot Bursfjärden. Medelhöjden är 35 meter över havet och ytan är 16,11 kvadratkilometer. Det finns inga avrinningsområden uppströms utan avrinningsområdet är högsta punkten. Avrinningsområdets utflöde mynnar i havet, utan att ha någon enskild mynningsplats. Avrinningsområdet består mestadels av skog (85 procent). Avrinningsområdet har 0,71 kvadratkilometer vattenytor vilket ger det en sjöprocent på 2,9 procent.